# Pete Burns
Peter Jozzeppi "Pete" Burns, född 5 augusti 1959 i Port Sunlight i Bebington i Merseyside, död 23 oktober 2016 i London, var en brittisk sångare. Han var mest känd för sina framgångar med popgruppen Dead or Alive.
Burns deltog i Celebrity Big Brother 2006, där han kom på femte plats. Han genomgick omfattande plastikkirurgi med bland annat läppförstoringar, kindimplantat och näsplastik. Han avled efter en hjärtinfarkt. Pete Burns är begravd på Kensal Green Cemetery i Royal Borough of Kensington and Chelsea.

## Diskografi
Soloalbum
- Love, Pete (1992)

Solosinglar
- Jack and Jill Party (2004)[4]
- Never Marry an Icon (2010)

Övrigt
- Sex Drive (1994) (singel med Glam och Pete Burns)
- The Art (2010) (singel med The Dirty Disco och Pete Burns)[5]